# خیابان کنزینگتون پالاس گاردنز
باغ‌های کاخ کنزینگتون (به انگلیسی: Kensington Palace Gardens) مرغوب‌ترین خیابان لندن و یکی از گران‌بهاترین خیابان‌های جهان است. این خیابان هم‌چنین به‌نام بلوار میلیاردرها نیز مشهور است. اعضای خانواده سلطنتی عربستان سعودی شاهدخت هیا، لاکشمی میتال، وانگ جیانلین، رومن آبراموویچ و سلطان برونئی از جمله ساکنین خیابان کنزینگتون پالاس گاردنز هستند.

## سفارت‌ها

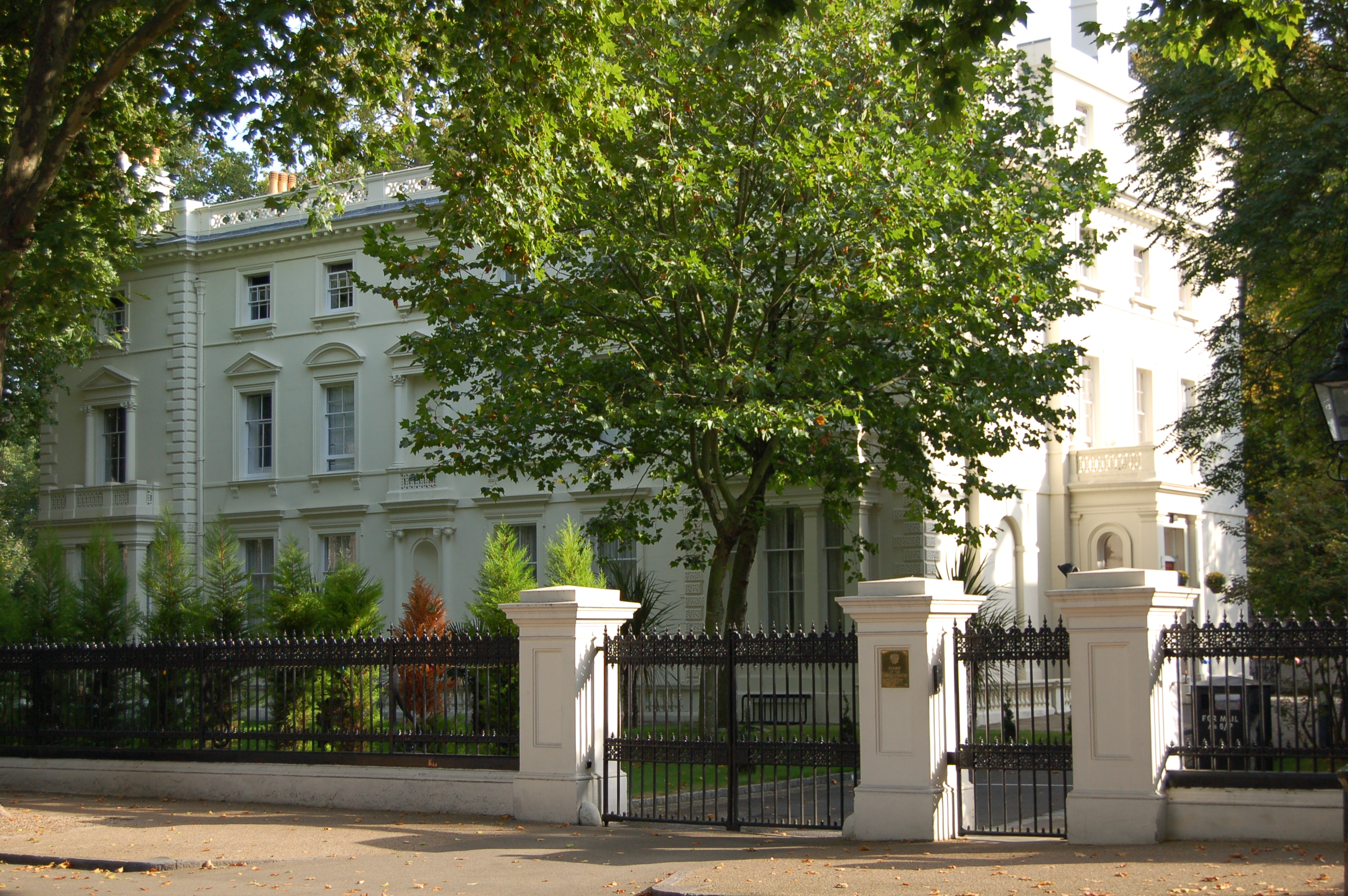
ساختمان سفارت روسیه در لندن در خیابان کنزینگتون پالاس گاردنز.

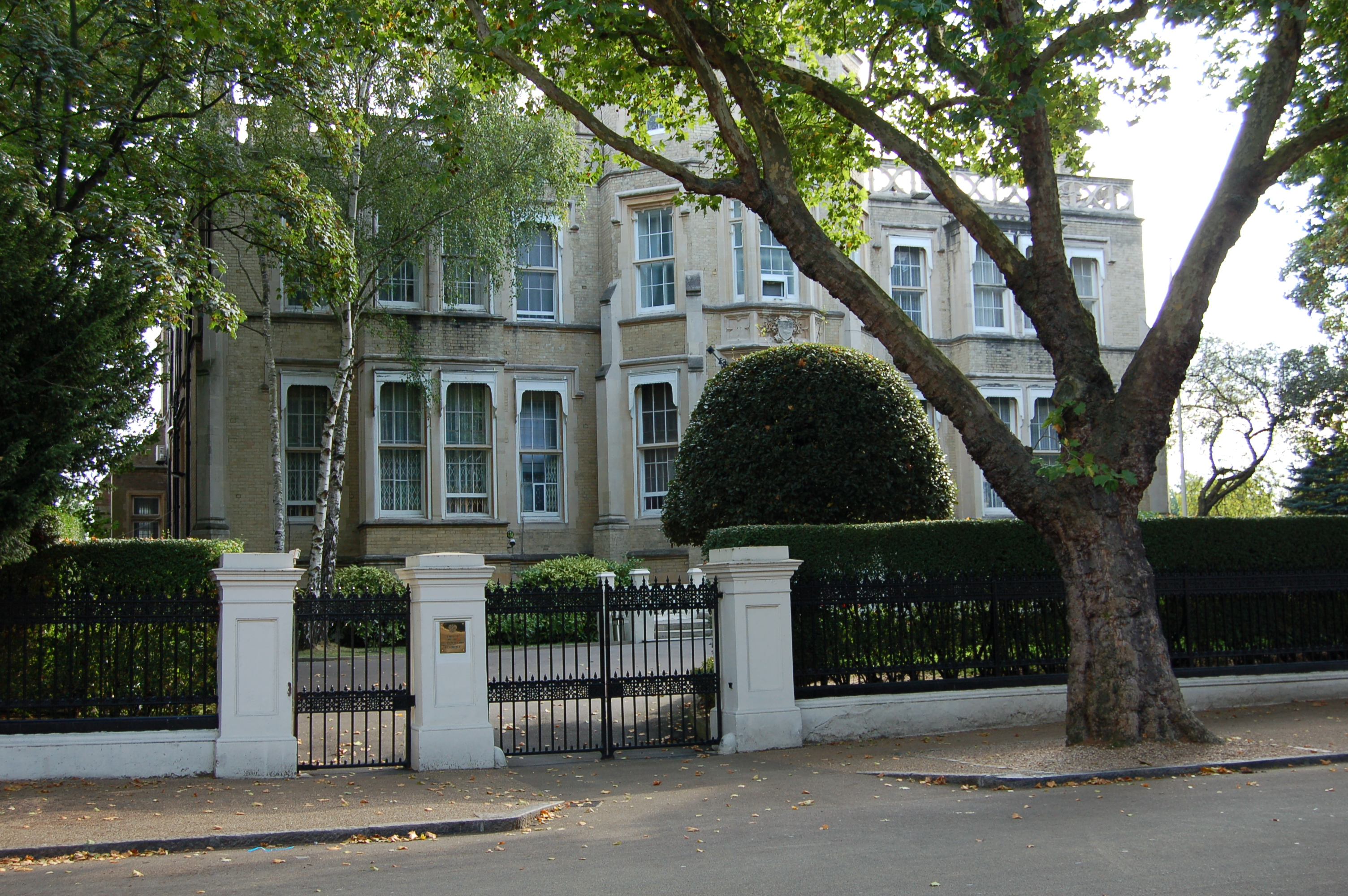
اقامت‌گاه رسمی سفیر روسیه.

شش سفارت‌خانه روسیه، لبنان، اسرائیل، اسلواکی، چک و نپال در خیابان کنزینگتون پالاس گاردنز واقع شده‌اند.
دولت بریتانیا در سال ۱۹۳۷ میلادی، برای تشکر از نپال برای شرکت‌دادن تفنگ‌داران گورخا در ارتش بریتانیا، ویلایی با سبک معماری دوره ویکتوریا در خیابان کنزینگتون پالاس گاردنز را به پادشاهی نپال هدیه کرد. این ویلا اکنون محل ساختمان سفارت نپال در لندن است.
اقامت‌گاه رسمی سفیر فرانسه و بخش فرهنگی سفارت فرانسه در لندن در خیابان کنزینگتون پالاس گاردنز واقع شده‌اند.